# Gran Corrientes

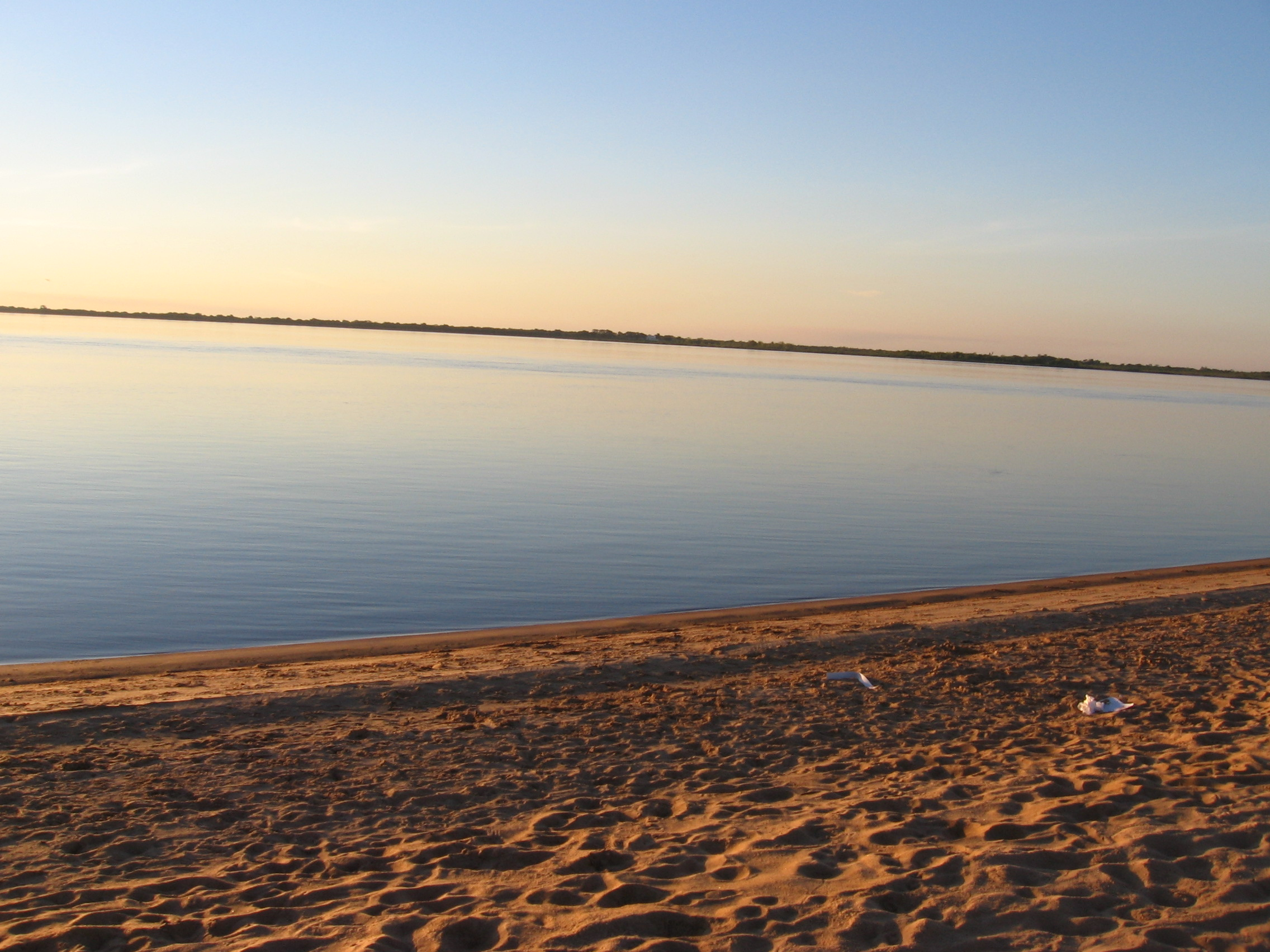
Las playas sobre el río Paraná son unos de los principales atractivos turísticos del Gran Corrientes.

El Gran Corrientes es el aglomerado urbano formado como consecuencia de la expansión de la Ciudad de Corrientes sobre municipios aledaños, cuya influencia abarca hasta las localidades de Santa Ana de los Guácaras, Riachuelo, San Luis del Palmar, Paso de la Patria y San Cosme.

## Configuración y comunicación
Las distancias de cada de una de las localidades y sus vías de conexión se muestran en la siguiente tabla:
| Localidad                 | Vía                                 | Distancia | Orientación | Anillo |
| ------------------------- | ----------------------------------- | --------- | ----------- | ------ |
| Santa Ana de los Guácaras | Ruta Nacional 12 Ruta Provincial 43 | 20 km     | Este        | 1      |
| Riachuelo                 | Ruta Nacional 12                    | 18 km     | Sur         | 1      |
| San Luis del Palmar       | Ruta Provincial 5                   | 30 km     | Este        | 2      |
| Paso de la Patria         | Ruta Nacional 12 Ruta Provincial 9  | 40 km     | Noroeste    | 2      |
| San Cosme                 | Ruta Nacional 12                    | 38 km     | Este        | 2      |

Sumado al Gran Resistencia en la provincia del Chaco —separado de Corrientes por el río Paraná pero unidos por el puente General Manuel Belgrano— forman un área metropolitana en idéntica situación a la que forman el Gran Santa Fe y el Gran Paraná, respectivamente en las provincias de Santa Fe y Entre Ríos. 
El  área metropolitana no está constituida ni política, ni jurídica, ni administrativamente, aunque hay antecedentes en relación con el uso genérico de Gran Corrientes para designarla.

## Definición según el INDEC
En 2001 el INDEC consideraba como parte del Gran Corrientes únicamente a las ciudades de Corrientes y al barrio Esperanza, el cual se encontraba en una zona en litigio entre los municipios de Corrientes y Riachuelo, ambos parte del departamento Capital. El Gran Corrientes no figuraba como tal en el censo de 1991 puesto que el barrio Esperanza aún no existía.

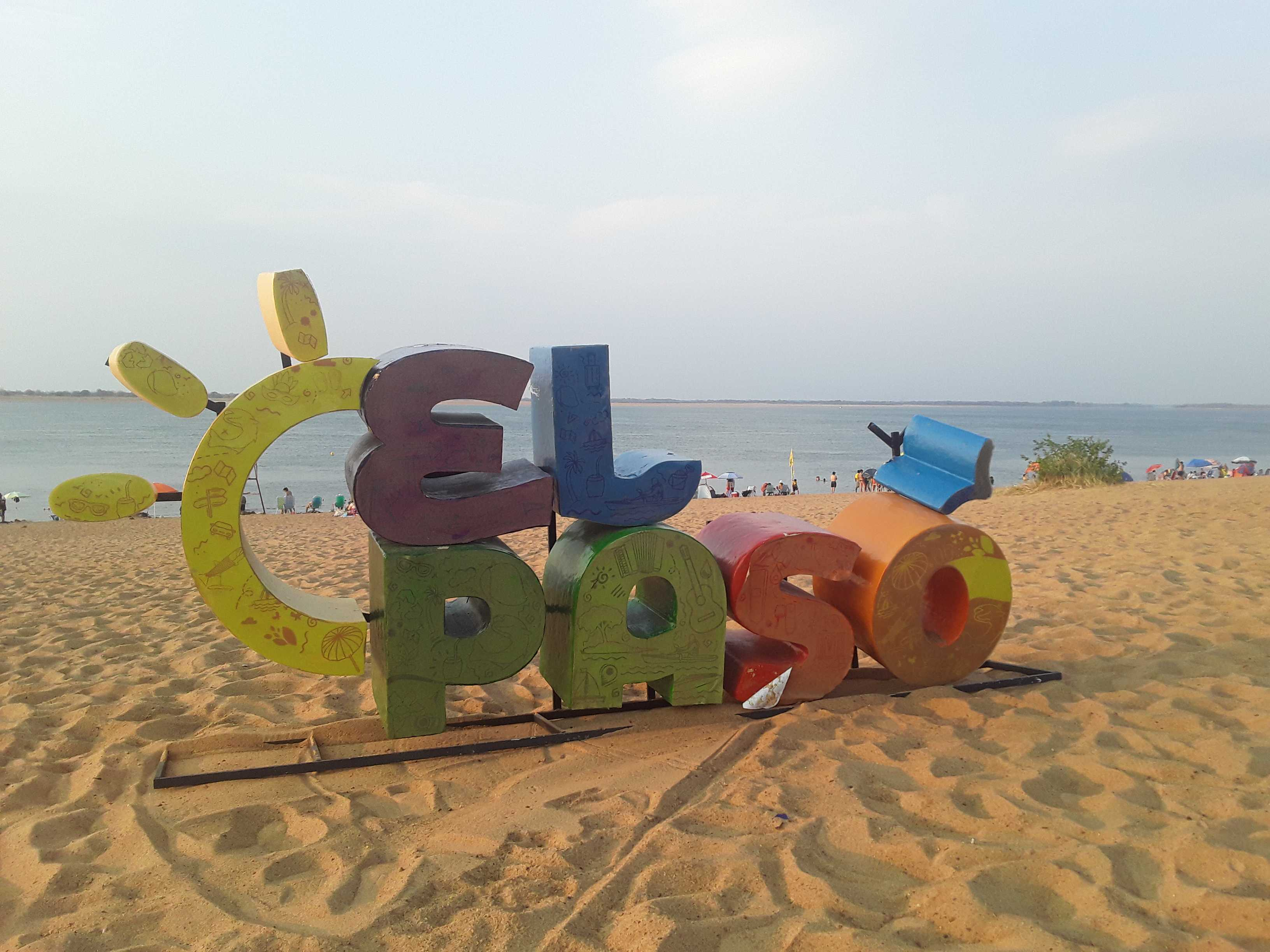
Señalética de Paso de la Patria, en playa Pelícano

## Corredor turístico Gran Corrientes
En 2006, el gobierno de la provincia de Corrientes diseñó un plan para dividir a la provincia en 7 corredores turísticos, uno de los cuales es el Gran Corrientes. Aunque sus límites, exceden la zona de influencia de la Ciudad, el mismo está compuesto por atractivos, playas y lugares de esparcimiento frente al río. La localización más destacada, es la villa turística de Paso de la Patria.

## Evolución
La Ciudad de Corrientes fue, desde la época colonial, la sede administrativa y comercial de la zona. Los demás asentamientos que conforman el aglomerado urbano actual, desarrollaron la actividad agropecuaria, minifundista y familiar. Entre los años 1980 y 1990, las actividades mayormente se reorientaron a la explotación de los atractivos naturales, siendo Paso de la Patria quien más desarrolló el turismo alrededor de sus playas. 

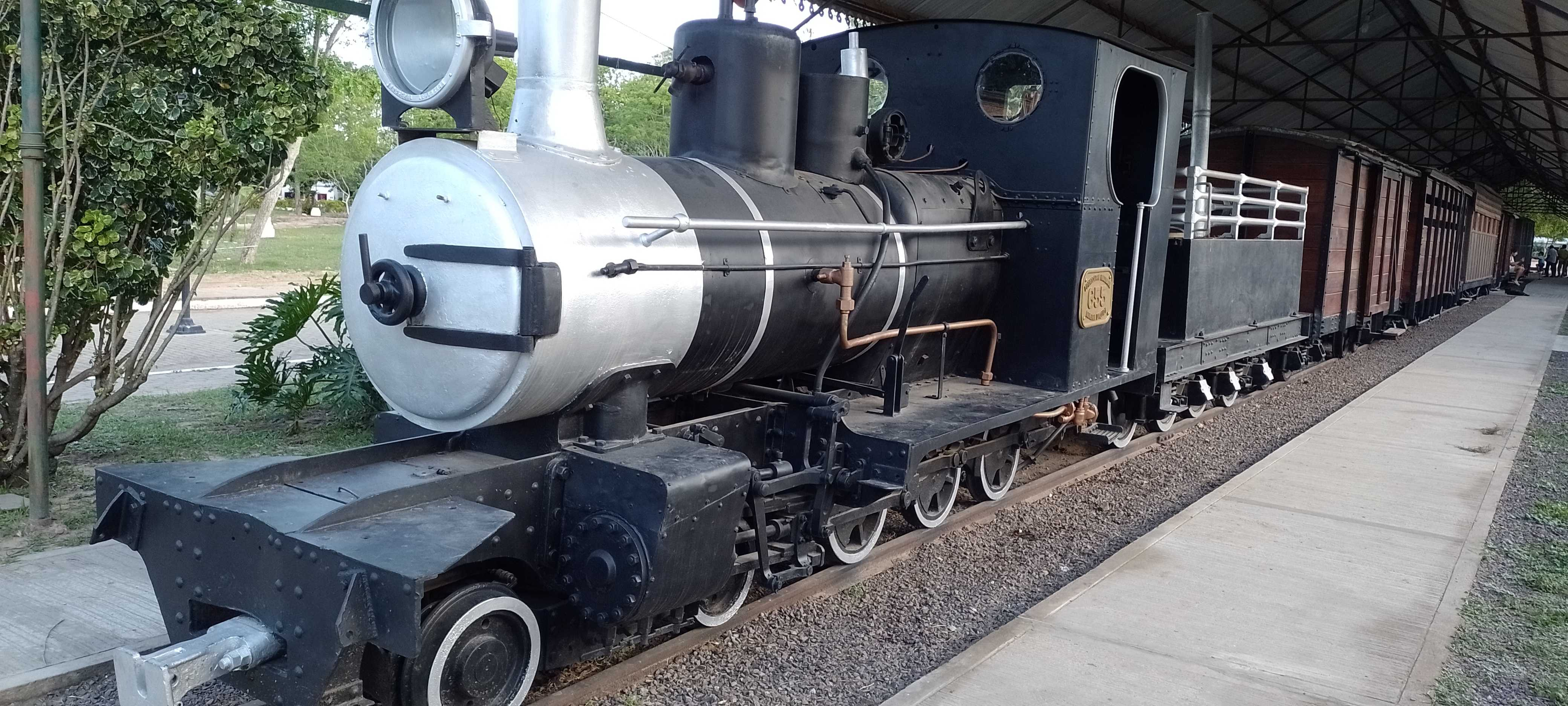
Trencito Económico de Santa Ana de los Guácaras, museo al aire libre de la historia ferroviaria correntina

Ya para fines del siglo XX, las viviendas de fin de semana y actividades turísticas, desplazaron casi por completo a las prácticas económicas de antaño. Este fenómeno fue reforzado, además, por la estratégica ubicación respecto a Corrientes Capital y Resistencia

## Población
Cuenta con 427 531 habitantes (Indec, 2022), lo que representa un incremento del 22,7 % (2010 - 2022) frente a los 346 334 habitantes (Indec, 2010) del censo anterior. Esta cifra sitúa al Gran Corrientes como el decimosegundo aglomerado del país (después de haber superado al Gran Bahía Blanca en los años 1990), el primero de la región NEA y de la provincia de Corrientes.